# Veli Helenius
Pour les articles homonymes, voir Helenius.
Veli Arthur Helenius (né le 5 octobre 1910 à Helsinki et mort le 16 novembre 1984 à Helsinki) est diplomate finlandais.

## Biographie
Veli Helenius est consul et chef de la représentation commerciale à Cologne à partir de 1958, ambassadeur à New Delhi, Jakarta et Bangkok (1961-1964), chef du département administratif du ministère des Affaires étrangères (1964-1967), ambassadeur à Pékin et Hanoï (1967- 1974) et Copenhague (1974 à 1977),.